# Ainė Raupelytė
Ainė Raupelytė (Vilnius, 28 de julho de 2000) é uma jogadora de voleibol de praia lituana.

## Carreira
Em 2018, iniciou no Circuito Lituano ao lado Ariana Rudkovskaja e terminaram na quinta posição na etapa de Klaipėda, no ano seguinte ao lado de  Ariana Rudkovskaja finalizaram na quinta posição na etapa de Klaipėda, mesmo resultado obtido quando disputaram o Campeonato Europeu Sub-20 em Gotemburgo; e no mesmo ano esteve com Monika Mačionytė no Circuito Letão na etapa de Ventspils e terminaram no quinto lugar. Na temporada de 2020, esteve com Jekaterina Kovalskaja no Circuito Letão na etapa de Dunaburgo obtendo o quinto lugar e o bronze no Circuito Lituano na etapa de Vilnius.
No período de 2021, esteve com Ariana Rudkovskaja na edição do Campeonato Europeu Sub-22 em Baden e finalizaram no quinto posto, mesma posição obtida no Circuito Letão na etapa de Cēsis, também no Circuito Lituano esteve com Monika Mačionytė e terminaram em quinto lugar na etapa de Klaipėda. Em 2022, esteve com Skalvė Križanauskaitė na etapa de Ventspils  e terminaram em nono lugar. Estreou no Circuito Mundial de 2022 ao lado de Karolė Virbickaitė no Future de Klaipėda, depois nos Futures de Baliquesir, Białystok, Varsóvia e Mysłowice voltou a formar dupla com Skalvė Križanauskaitė, com quem ainda disputou o Challenge de Espinho. Disputou a etapa de Võru do Circuito Estoniano de 2022 ao lado de Rugilė Grudzinskaitė e conquistaram o título.
Ainda em 2022, passa a formar dupla com Monika Paulikienė e conquistaram o bronze no Future de Haia,  e no ano de 2023,  estiveram juntas na conquista do quarto lugar no Challenge de Saquarema, o quinto lugar no Campeonato Europeu de Voleibol de Praia de 2023 em Viena e campeãs na etapa de Vilnius do Cirutio Lituano e juntas disputaram o Campeonato Mundial de 2023 nas cidades mexicanas de  Tlaxcala de Xicohténcatl, Apizaco e Huamantla, terminaram na décima sétima posição.

## Títulos e resultados
- Future de Haia do Circuito Mundial de Vôlei de Praia de 2022
- Challenge de Saquarema do Circuito Mundial de Vôlei de Praia de 2023
- Etapa de Vilnius do Circuito Lituano de Vôlei de Praia de 2023
- Etapa de Vilnius do Circuito Lituano de Vôlei de Praia de 2020
- Etapa de Võru do Circuito Estoniano de Vôlei de Praia de 2022